# إذا كان الحب هو الذي تريده
إف إتز لوفن ذات يو وأنت هي أغنية سجلتها المغنية البربادوسية ريانا لألبومها الإستديو الأول، ميوزك أوف ذا سن (2005). الأغنية من كتابة صموئيل بارنز، سكوت لاروك، ماكيبا ريديك، جين-كلود أوليفر، لورانس باركر ومن إنتاج بوك أند تون. صدرت كأغنية الألبوم المنفردة الثانية والأخيرة في 13 سبتمبر، 2005. نوع الأغنية بوب وآر أند بي، وكلمات الاغنية تدور حول «تسأل رجل معين، إذا كان هذا الحب الذي تريده، عليك أن تجعلني فتاتك لأنني أملك على ما تحتاج إليه».

## الأداء التجاري

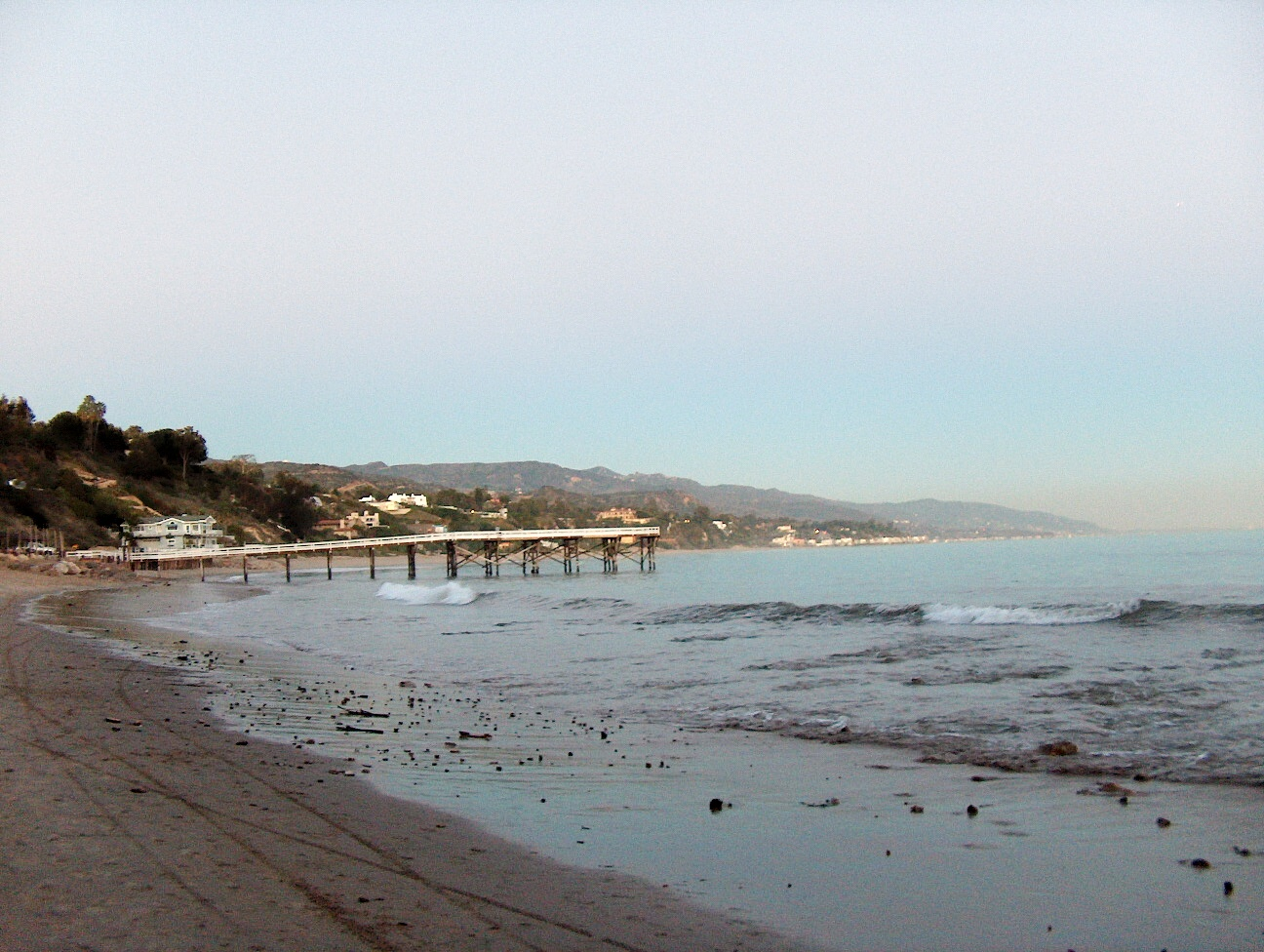
تم تصوير الفيديو على امتداد شاطئ ساحل كاليفورنيا في ماليبو.

### أمريكا الشمالية وأوقيانوسيا
فشلت «إف إتز لوفن ذات يو وأنت» بتحقيق النجاح المتناسب مع نجاه أغنية ريانا السابقة، «بون دي ريبلاي»، حيث بلغت ذروتها في المراكز العشرة الأولى في ثلاث بلدان فقط. في الولايات المتحدة، تمكنت الأغنية من بلوغ ذروتها في المركز السادس والثلاثين على الرسم البياني الأمريكي بيلبورد هوت 100 في 31 ديسمبر، 2005، والمركز التاسع والتسعين على الرسم البياني الأمريكي لأغاني الهوت آر أند بي/هيب-هوب في 29 أكتوبر، 2005. في أستراليا، الأغنية دخلت لأول مرة وبلغت ذروتها بنفس الوقت في المركز التاسع على الرسم البياني الأسترالي يوم 6 فبراير، 2006. في نيوزيلندا، الأغنية دخلت لأول مرة المركز الثاني عشر على الرسم البياني النيوزيلندي يوم 19 ديسمبر، 2005. في الأسبوع الخامس تقدمت الأغنية إلى المركز التاسع.

### أوروبا
في أوروبا، «إف إتز لوفن ذات يو وأنت» دخلت لأول مرة المركز الأربعين على الرسم البياني النمساوي يوم 16 ديسمبر، 2005. في الأسبوع السادس تقدمت إلى المركز الواحد والثلاثين. في سويسرا، الأغنية دخلت لأول مرة المركز الخامس والعشرين يوم 18 ديسمبر، 2005، وبلغت ذروتها في المركز التاسع عشر. في هولندا، الأغنية دخلت لأول مرة المركز السادس والسبعين يوم 4 فبراير، 2006، وبلغت ذروتها في المركز الثالث عشر في الأسبوع التالي. في بلجيكا «منطقة فلاندرز»، دخلت الأغنية لأول مرة المركز الخمسين يوم 31 ديسمبر، 2005، لكنها خرجت من الرسم البياني في الأسبوع التالي، لكنها عادة إلى الرسم البياني في المركز الثامن والثلاثين يوم 21 يناير، 2006، وبلغت ذروتها في المركز الخامس والعشرين في الأسبوع التالي. في المملكة المتحدة، دخلت الأغنية لأول مرة وبلغت ذروتها بنفس الوقت المركز الحادي عشر يوم 10 ديسمبر، 2005.

## الصيغ وقائمة الأغاني
| - تحميل رقمي 1. «إف إتز لوفن ذات يو وأنت» – 3:50 - أسطوانة منفردة 1. «إف إتز لوفن ذات يو وأنت» (نسخة الألبوم) – 3:28 2. «إف إتز لوفن ذات يو وأنت» (لحن) – 3:20 3. «بون دي ريبلاي» (بون دي كلوب بلاي) – 7:32 4. «إف إتز لوفن ذات يو وأنت» (فيديو) – 3:36 | - ألبوم مطول رقمي 1. «إف إتز لوفن ذات يو وأنت» – 3:27 2. «إف إتز لوفن ذات يو وأنت» (لحن) – 3:20 3. «بون دي ريبلاي» (بون دي كلوب بلاي) – 7:32 |  |

## الرسوم البيانية
| الرسم البياني (2005)                               | المركز | المصادر |
| -------------------------------------------------- | ------ | ------- |
| أستراليا (ARIA)                                    | 9      | [ 15 ]  |
| النمسا (Ö3 Austria Top 40)                         | 31     | [ 16 ]  |
| بلجيكا (Ultratop 50 Flanders)                      | 25     | [ 17 ]  |
| ألمانيا (Media Control Charts)                     | 25     | [ 18 ]  |
| أيرلندا (IRMA)                                     | 8      | [ 19 ]  |
| هولندا (Mega Single Top 100)                       | 13     | [ 20 ]  |
| نيوزيلندا (Recorded Music NZ)                      | 9      | [ 21 ]  |
| سويسرا (Schweizer Hitparade)                       | 19     | [ 22 ]  |
| المملكة المتحدة (OCC)                              | 11     | [ 23 ]  |
| الولايات المتحدة (Billboard Hot 100)               | 36     | [ 24 ]  |
| الولايات المتحدة (Billboard Pop Songs)             | 9      | [ 25 ]  |
| الولايات المتحدة (Billboard Hot R&B/Hip-Hop Songs) | 99     | [ 26 ]  |
| الولايات المتحدة (Billboard Radio Songs)           | 26     | [ 27 ]  |

| الرسم البياني (2006) | المركز | المصادر |
| -------------------- | ------ | ------- |
| أستراليا (ARIA)      | 56     | [ 28 ]  |

## تاريخ الإصدار
| الدولة           | التاريخ         | نوع الإصدار    | الشركة المنتجة   | المصادر |
| ---------------- | --------------- | -------------- | ---------------- | ------- |
| الولايات المتحدة | 13 سبتمبر، 2005 | آيربان راديو   | ديف جام إس آر بي | [ 29 ]  |
| الولايات المتحدة | 13 سبتمبر، 2005 | ريذمك راديو    | ديف جام إس آر بي | [ 30 ]  |
| ألمانيا          | 2 ديسمبر، 2005  | أسطوانة منفردة | يونيفرسال        | [ 31 ]  |
| ألمانيا          | 2 ديسمبر، 2005  | أسطوانة مصغرة  | يونيفرسال        | [ 32 ]  |
| ألمانيا          | 18 يناير، 2006  | تحميل رقمي     | يونيفرسال        | [ 33 ]  |

## روابط خارجية
- إف إتز لوفن ذات يو وانت على موقع أول موفي (الإنجليزية)